# Wil Johnson
Pour les articles homonymes, voir Johnson.
Wil Johnson est un acteur britannique né le 18 avril 1965 à Muswell Hill en Angleterre.

## Filmographie

### Cinéma
- 1996 : Go West Young Man
- 2001 : South West 9 : Freddy
- 2003 : Emotional Backgammon : John
- 2004 : Yes : Virgil
- 2007 : Dead Meat : Barry
- 2008 : Adulthood : Big Man
- 2009 : Disoriented Generation : Ishmael
- 2010 : Pimp : Byron
- 2010 : Revenge : Najeeb
- 2011 : Anuvahood : Mike
- 2012 : Hard Shoulder : Carl Foster
- 2012 : Throw of a Dice : Duncan Beckford
- 2012 : Black Smoke Rising : Simon
- 2012 : Amina : Dr Johnson
- 2013 : Fedz : Trevor McBride
- 2013 : Dumar : Emmerson
- 2014 : M.O.N.E.Y. : Floyd Bennett
- 2016 : King Lear : le comte de Kent
- 2017 : National Theatre Live : Claudius
- 2018 : Macbeth : Capitaine
- 2018 : Dumar Volume Two : Emmerson
- 2019 : The Strangers : M. Fitzgerald
- 2023 : Rotten
- 2023 : Finding Forever : Delroy
- 2023 : Coz You Are : Cesar
- 2023 : Michael - The Michael Watson Story : Lennard Ballack

### Télévision
- 1987 : Casualty : Paul (1 épisode)
- 1988 : La Brigade du courage : Junior (1 épisode)
- 1989 : Dramarama : Kevin (1 épisode)
- 1990-1997 : The Bill : Billy Elizee, Thomas Gadiki, Carl Paston et Dom Reeves (4 épisodes)
- 1994 : Anna Lee : Stevie Johnson (5 épisodes)
- 1994-1995 : Cracker : Skelton (10 épisodes)
- 2000-2002 : Clocking Off : Steve Robinson (14 épisodes)
- 2000-2011 : Meurtres en sommeil : Spencer Jordan (92 épisodes)
- 2010-2011 : Waterloo Road : Marcus Kirby (10 épisodes)
- 2011-2013 : Holby City : Sean Dolan (5 épisodes)
- 2012-2014 : Emmerdale Farm : Dominic Andrews (129 épisodes)
- 2015 : Inspecteur Lewis : Dax Kinneson (2 épisodes)
- 2015 : The Five : Young Ray (4 épisodes)
- 2016 : Hollyoaks : Lionel (2 épisodes)
- 2017 : Ransom's Law : Kelvin Collins (10 épisodes)
- 2017-2019 : Outlander : Joe Abernathy (5 épisodes)
- 2018 : Les Enquêtes de Vera : Gary Whenchurch (1 épisode)
- 2019 : Carnival Row : Puck Butcher (1 épisode)
- 2021 : Meurtres au paradis : Emmet Peterson (1 épisode)
- 2021 : The Larkins : Old Reg (5 épisodes)
- 2022 : House of the Dragon : Sir Vaemond Velaryon (4 épisodes)